# Episodi di Ciao dottore! (quarta stagione)
La quarta stagione della serie televisiva Ciao dottore! è stata trasmessa in anteprima in Germania da Sat.1 tra il 7 gennaio 1998 e il 6 maggio 1998.
| nº | Titolo originale       | Titolo italiano | Prima TV Germania | Prima TV Italia |
| -- | ---------------------- | --------------- | ----------------- | --------------- |
| 1  | Boston, meine Liebe    |                 | 7 gennaio 1998    |                 |
| 2  | Junge Liebe            |                 | 28 gennaio 1998   |                 |
| 3  | Das Leben danach       |                 | 4 febbraio 1998   |                 |
| 4  | Abschiede              |                 | 11 febbraio 1998  |                 |
| 5  | Giftskandal            |                 | 25 febbraio 1998  |                 |
| 6  | Kreis der Erleuchteten |                 | 4 marzo 1998      |                 |
| 7  | Simulant               |                 | 11 marzo 1998     |                 |
| 8  | Mondsüchtig            |                 | 18 marzo 1998     |                 |
| 9  | Frederics Puppe        |                 | 25 marzo 1998     |                 |
| 10 | Die wilde Clara        |                 | 1º aprile 1998    |                 |
| 11 | Annes Verehrer         |                 | 8 aprile 1998     |                 |
| 12 | Vater unser            |                 | 15 aprile 1998    |                 |
| 13 | Das Findelkind         |                 | 22 aprile 1998    |                 |
| 14 | Glück im Unglück       |                 | 6 maggio 1998     |                 |